# Иванское
Иванское — посёлок в Вельском районе Архангельской области. Входит в состав муниципального образования «Судромское».

## География
Посёлок расположен в 33 км на север от Вельска на федеральной автотрассе М8 «Холмогоры», на левом берегу реки Вага (приток Северной Двины). Ближайшие населённые пункты — на востоке примыкает деревня Ивановская.
Часовой пояс
Иванское, как и вся Архангельская область, находится в часовой зоне МСК (московское время). Смещение применяемого времени относительно UTC составляет +3:00.

## Население
| 2002 | 2010 | 2012 | 2014 |
| ---- | ---- | ---- | ---- |
| 129  | ↘105 | ↗128 | →128 |

## Инфраструктура
Предприятия, расположенные на территории посёлка (со среднесписочной численностью работников) на 1 января 2014 года:
- Филиал ФГУП РТРС «Архангельский ОРТПЦ» (20).

В посёлке расположена электрическая подстанция производственного отделения «Вельские электрические сети» ПС 35/10 № 226 Пайтово, питающая все населённые пункты муниципального образования «Судромское». Введена в эксплуатацию в 1980 году, оснащена двумя трансформаторами: 1.6 и 2.5 МВА.